# Wassertransportzug
Ein Wassertransportzug ist eine Spezialeinheit der Feuerwehr in Deutschland. Die Mannschaftsstärke dieses Zuges ist typischerweise 28 (1 Zugführer / 4 Gruppenführer / 23 Mannschaftsmitglieder) bis zu 31 (1 Zugführer / 6 Gruppenführer / 24 Mannschaftsmitglieder). Ein solcher Zug besteht normalerweise aus mehreren Fahrzeugen, die speziell für den Wassertransport ausgestattet sind. Diese wird grundsätzlich dezentral vorgehalten und rekrutiert sich bei Bedarf aus verschiedenen Feuerwehren. Ein Wassertransportzug wird regelmäßig nicht auf Ebene der (Verbands-)Gemeinde – welche grundsätzlich für das Vorhalten der Feuerwehr zuständig ist – sondern auf Kreisebene vorgehalten.
Typischerweise besteht ein Wassertransportzug aus folgenden Komponenten:
1. Tanklöschfahrzeuge (TLF): Diese Fahrzeuge sind mit großen Wassertanks ausgestattet und dienen als primäre Wasserversorgungseinheit. Sie können mehrere tausend Liter Wasser transportieren und haben eine eingebaute Feuerlöschpumpe, um das Wasser zur Brandbekämpfung zu nutzen. Neben der direkten Abgabe des Wassers aus dem Fahrzeugtank in das Schlauchnetz werden diese Fahrzeuge primär im Pendelverkehr eingesetzt, um Wasser an anderen Orten aufzunehmen und an der Einsatzstelle abzugeben. Etwa an spezielle Faltbehälter.
2. Wassertransportfahrzeuge (WTF): Diese Fahrzeuge sind speziell darauf ausgelegt, große Wassermengen über längere Strecken zu transportieren. Sie haben in der Regel noch größere Wassertanks als die genormten TLFs. Hierbei kann es sich auch um zweckentfremdete Fahrzeuge handeln, etwa Tankfahrzeuge aus der Landwirtschaft (Güllefass) oder von Speditionen (Tankwagen).
3. Schlauchwagen: Bei diesen genormten Feuerwehrfahrzeugen handelt es sich letztlich um einfache Pritschen auf 7,5-Tonnen-Fahrgestellen. Auf der Ladefläche werden vorgekuppelte, lange Schlauchleitungen von bis zu zwei Kilometern transportiert, die zur Verbindung zwischen den Wasserentnahmestellen (z. B. Hydranten) und der Einsatzstelle verwendet werden und so die Löschwasserversorgung als Alternative oder Ergänzung zum Pendelverkehr der TLF sicherstellen können.[5]
4. Begleitfahrzeuge: Zusätzlich zu den Fahrzeugen für den Wassertransport kann ein Wassertransportzug Begleitfahrzeuge umfassen, die zum Beispiel für die Koordination, Kommunikation und Sicherheit während des Einsatzes verantwortlich sind. Dazu gehören beispielsweise Einsatzleitwagen, Funkfahrzeuge oder Mannschaftstransportfahrzeuge (MTF).

Ein Wassertransportzug wird oft bei größeren Bränden oder in ländlichen Gebieten eingesetzt, wo eine ausreichende Wasserversorgung möglicherweise nicht direkt verfügbar ist. Die Fahrzeuge des Zuges können Wasser aus Seen, Flüssen, Hydranten oder anderen Wasserquellen entnehmen und es schnell zur Einsatzstelle transportieren, um die Feuerbekämpfung zu unterstützen.
Beachtenswert ist, dass die genaue Konfiguration und Ausstattung eines Wassertransportzugs von den jeweiligen Feuerwehrbehörden und den spezifischen Anforderungen vor Ort abhängen kann.